# .it
.it е интернет домейн от първо ниво за Италия и Суверенния Малтийски орден. Администрира се от IT-NIC. Домейнът е представен през 1987 г.

## Домейни от второ ниво
- .gov.it
- .edu.it
- домейни като comune.<locality>.<province>.it и comune.<locality>.it са запазени за италиански общини
- домейни като provincia.<province>.it са запазени за италиански провинции.
- домейни като regione.<region>.it са запазени за италиански региони.